# Powiat Koschmin
Powiat Koschmin (niem. Kreis Koschmin, pol. powiat koźmiński) – niemiecki powiat istniejący w okresie od 1887 do 1919 r. na terenie prowincji poznańskiej.
Powiat Koschmin utworzono w 1887 r. z części powiatu Krotoschin. W 1918 r. w prowincji poznańskiej wybuchło powstanie wielkopolskie przeciwko rządom niemieckim i powiat Krotoschin znalazł się pod kontrolą powstańców. W ramach traktatu wersalskiego z 1919 r. terytorium powiatu trafiło do państwa polskiego.
W 1910 r. powiat obejmował 89 gmin o powierzchni 453,29 km² zamieszkanych przez 33.519 osób.